# منزل طهراني
منزل طهراني (بالفارسية: خانه تهرانی‌ها) هو منزل تاريخي يعود إلى عصر القاجاريون، ويقع في يزد.